# 馬淵将平
馬淵 将平（まぶち しょうへい、1972年（昭和47年）11月4日 - ）は日本の実業家。USEN-NEXT HOLDINGS常務取締役CFOや同社子会社アルメックスの代表取締役社長を務める。USENとU-NEXTの経営統合前はUSEN取締役副社長CFOを務めていた。

## 来歴
神奈川県横浜市出身で早稲田大学卒。日本興業銀行（現みずほ銀行）やゴールドマン・サックス証券を経てUSENに入社し常務執行役員CFOとなる。
2010年、宇野康秀に替わって中村史朗がUSEN代表取締役社長となると、アルメックス取締役やUSEN取締役副社長CFOに就任し、2013年にアルメックス社長を兼任していた中村史朗の後任としてアルメックス社長に就任した。
USENとU-NEXTが経営統合により、U-NEXT（初代法人）がUSEN-NEXT　HOLDINGSに商号を代えると、同社の常務取締役CFOに就任する。

## 経歴
- 1995（平成7）年4月：日本興業銀行（現みずほ銀行）入行。
- 2007（平成19）年1月：ゴールドマン・サックス証券入社。投資銀行部門ヴァイス・プレジデント。
- 2009（平成21）年4月:USEN入社。常務執行役員CFO。
- 2010（平成22）年
  - 11月:USEN取締役常務執行役員CFO
  - 11月:アルメックス取締役
- 2011（平成23）年11月:USEN取締役副社長執行役員CFO経営企画室長
- 2013（平成25）年11月:アルメックス代表取締役（現任）。
- 2017（平成29年）
  - 7月：U-NEXT（商号変更前のUSEN-NEXT　HOLDINGS）取締役
  - 12月:USEN-NEXT　HOLDINGS常務取締役CFO（現任）

## 著作
- 馬淵将平『テクノホスピタリティの世界へ　断トツナンバーワンへの挑戦』ダイヤモンド・ビジネス企画、2016年6月。ISBN 978-4-478-08395-6。